# Paola Valdiviezo Torri
Paola Valdiviezo Torri (Tarija, siglo XX), también conocida como "La Loca Torri", es una collagista y activista por los derechos LGBT boliviana. 

## Primeros años y activismo
Paola Valdiviezo es la segunda de tres hermanos. Estudió en varios colegios de Tarija en medio de una familia católica. En una entrevista, cuenta que descubrió que era lesbiana recién a sus 21 años, estando en la universidad, donde estudió Comunicación Social, aunque no terminó su formación. En palabras de Valdiviezo, Tarja es una ciudad muy conservadora y llena de homofobia, especialmente lesbofobia, razón que la motivó a ayudar a otras mujeres lesbianas que tenían miedo de salir del clóset. Fue así que reactivó el Colectivo TLGB Tarija, llegando a ser la máxima dirigente de este sector durante casi dos años. También ha sido parte de otras redes activistas en Bolivia. 

## Trayectoria artística
La inclinación de Paola Valdiviezo por el collage nació cuando vendía mensajes con mensajes políticos de protesta en la plazuela Sucre de su ciudad. Desde entonces, se dedica al collage y a dar talleres de arte-terapia, en donde usa esta técnica artística y otras más, como por ejemplo el kintsugi. La obra de Paola Valdiviezo ha sido expuesta en la Casa de la Cultura de Tarija.